# Rosa 'Night Light'
'Night Light' (el nombre del obtentor registrado de 'POUllight'® ), es un cultivar de rosa que fue conseguido en Dinamarca en 1980 por el rosalista danés Poulsen.

## Descripción
'Night Light' es una rosa moderna cultivar del grupo Trepador.
El cultivar procede del cruce de parentales 'Westerland' x 'Pastorale'®.
Las altas formas arbustivas del cultivar tienen porte trepador y alcanza más de 150 a 200 cm de alto. Las hojas son de color verde oscuro y semibrillante.
Sus delicadas flores de color amarillo profundo, con los bordes rojos. Fragancia moderada. Rosa de diámetro mediano de 3.5" 27 pétalos. La flor con forma amplia, doble de 17 a 25 pétalos. En pequeños grupos, capullos altos centrados, floración en forma de copa. 
Florece en oleadas a lo largo de la temporada. Primavera o verano son las épocas de máxima floración, si se le hacen podas más tarde tiene después floraciones dispersas.

## Origen
El cultivar fue desarrollado en Dinamarca por el prolífico rosalista danés Poulsen, en 1980. 'Night Light' es una rosa híbrida diploide con ascendentes parentales 'Westerland' (arbusto, Kordes, 1969) x 'Pastorale'®.
El obtentor fue registrado bajo el nombre cultivar de 'POUllight'® por Poulsen en 1980 y se le dio el nombre comercial de exhibición 'Night Light'™.
También se le reconoce por los sinónimos de 'Night Life', 'POUllight' y 'Poullight'.
La rosa fue conseguida por hibridación por "Niels Dines Poulsen" en Dinamarca antes de 1980, e introducida en el mercado danés en 1980 por Poulsen Roser A/S como 'Night Light'.

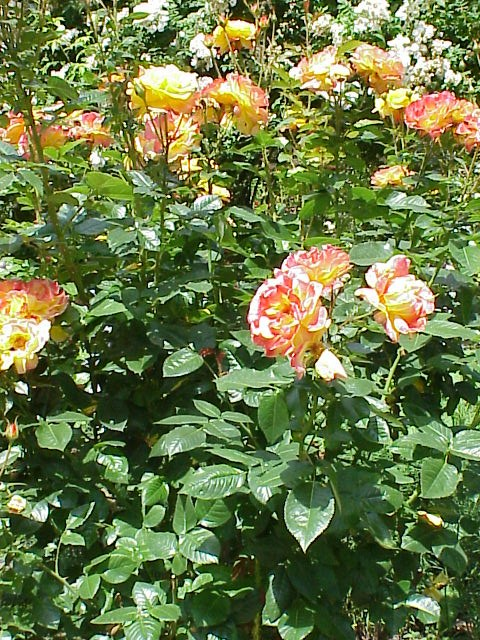
'Night Light'

## Cultivo
Aunque las plantas están generalmente libres de enfermedades, es posible que sufran de punto negro en climas más húmedos o en situaciones donde la circulación de aire es limitada.
Las plantas toleran media sombra, a pesar de que se desarrollan mejor a pleno sol. En América del Norte son capaces de ser cultivadas en USDA Hardiness Zones 6b a 9b. La resistencia y la popularidad de la variedad han visto generalizado su uso en cultivos en todo el mundo.
Puede ser utilizado para las flores cortadas, o trepador columnas. Vigorosa. En la poda de Primavera es conveniente retirar las cañas viejas y madera muerta o enferma y recortar cañas que se cruzan. En climas más cálidos, recortar las cañas que quedan en alrededor de un tercio. En las zonas más frías, probablemente hay que podar un poco más que eso. Requiere protección contra la congelación de las heladas invernales.